# 克里·克拉克
克里·克拉克（英語：Kerry Clark，1949年6月30日—），新西兰男子草地滚球运动员。他曾代表新西兰参加1974年和1978年英联邦运动会草地滚球比赛，其中1974年英联邦运动会获得一枚金牌。